# Daisuke Aono
Daisuke Aono (青野 大介 Aono Daisuke?, nacido el 19 de septiembre de 1979 en Ehime) es un exfutbolista japonés. Jugaba de centrocampista y su último club fue el Ehime FC de Japón.

## Trayectoria

### Clubes
| Club            | País  | Año         |
| --------------- | ----- | ----------- |
| Gamba Osaka     | Japón | 2002 - 2003 |
| Vissel Kobe     | Japón | 2004        |
| Albirex Niigata | Japón | 2005 - 2006 |
| Ehime FC        | Japón | 2007 - 2009 |